# Elecciones municipales de Mozambique de 1998
Las elecciones municipales de Mozambique de 1998 tuvieron lugar el 30 de junio del mencionado año con el objetivo de elegir a 33 alcaldes de 23 municipios y 10 localidades consideradas "villas", así como sus respectivas Asambleas Municipales, para el período 1999-2004. Se suponía que las mismas iniciarían un proceso de descentralización estatal, poniendo fin al centralismo férreo que el estado mozambiqueño mantenía de su fundación, y marcarían el final de la transición democrática iniciada con las elecciones generales de 1994, en las cuales el Frente de Liberación de Mozambique (FRELIMO), gobernante como partido único desde la independencia, retuvo el poder por amplio margen.
Considerando que se estaba planeando un masivo fraude electoral en las elecciones municipales, Afonso Dhlakama, líder del principal y por entonces único partido opositor viable, la Resistencia Nacional Mozambiqueña (RENAMO), organizó un boicot general a la votación, apoyado por quince partidos más pequeños. Debido a esto, el FRELIMO no tuvo competencia alguna en casi todo el país. De las 33 ciudades que elegirían alcalde, solo seis tenían un candidato contrario al oficialismo, la mayoría independientes o de organizaciones localistas de reciente organización. Un grupo disidente de la RENAMO, la Resistencia Unida de Mozambique (RUMO), presentó candidaturas en las dos ciudades más pobladas, la capital, Maputo, y la ciudad de Matola, y junto al Partido Laborista (PT) fueron las únicas fuerzas de ámbito nacional que disputaron los comicios al FRELIMO.
Finalmente, el día de las elecciones, la participación fue solo del 14.58% y, como se esperaba, todos los alcaldes correspondieron al FRELIMO, que obtuvo el 81.39% de los votos para la elección de alcaldes, el 85.90% en la elección de concejales y la mayoría en todas las Asambleas Municipales.

## Organización
Ya en 1994, se había iniciado una reforma de las estructuras locales, con el objetivo de transformar los 128 distritos del país en "municipios", que debían unir las áreas urbanas con su entorno rural. Esta reforma habría significado una ruptura radical con la estructura altamente centralizada del país, que hasta entonces se basaba en una división administrativa en las regiones rurales y urbanas y habría beneficiado enormemente a la RENAMO, principal partido opositor, cuyo peso electoral se encontraba casi exclusivamente en los sectores rurales. Sin embargo, la ley fue declarada inconstitucional y reemplazada por otra aprobada en 1997 por el parlamento. Como resultado de estos cambios, las elecciones locales no se llevaron a cabo en todos los distritos, sino solo en las 33 ciudades o pueblos de Mozambique hasta entonces reconocidos como tales.
El boicot electoral significó que solo en seis ciudades FRELIMO disputó con listas locales en competencia. Los candidatos independientes obtuvieron el 40% de los votos en Beira y Manica, y el 30% en Maputo, Inhambane y Nacala. Cuatro grupos de ciudadanos obtuvieron escaños en las Asambleas Municipales.

## Resultados

### Generales
|  | 81.39 % |

|  | 85.90 % |

|  | 7.28 % |

|  | 6.48 % |

|  | 3.31 % |

|  | 3.20 % |

|  | 1.86 % |

|  | 1.95 % |

|  | 0.88 % |

|  | 1.04 % |

|  | 0.91 % |

|  | 0.62 % |

|  | 0.52 % |

|  | 0.52 % |

|  | 0.06 % |

|  | 4.08 % |

|  | 0.00 % |

|  | 84.83 % |

|  | 4.80 % |

|  | 10.45 % |

|  | 6.77 % |

|  | 4.72 % |

|  | 100.00 % |

|  | 100.00 % |

|  | 14.58 % |

|  | 14.96 % |

### Desglose por municipio
|  | 100.00 % |

|  | 100.00 % |

|  | 84.48 % |

|  | 83.23 % |

|  | 8.17 % |

|  | 9.98 % |

|  | 7.39 % |

|  | 6.79 % |

|  | 100.00 % |

|  | 100.00 % |

|  | 13.73 % |

|  | 13.78 % |

|  | 100.00 % |

|  | 100.00 % |

|  | 74.23 % |

|  | 75.35 % |

|  | 16.78 % |

|  | 16.44 % |

|  | 9.00 % |

|  | 8.20 % |

|  | 100.00 % |

|  | 100.00 % |

|  | 42.71 % |

|  | 44.83 % |

|  | 79.74 % |

|  | 100.00 % |

|  | 13.34 % |

|  | 6.92 % |

|  | 90.85 % |

|  | 80.53 % |

|  | 4.73 % |

|  | 15.51 % |

|  | 4.42 % |

|  | 3.96 % |

|  | 100.00 % |

|  | 100.00 % |

|  | 42.71 % |

|  | 20.62 % |

|  | 65.01 % |

|  | 70.31 % |

|  | 28.82 % |

|  | 25.58 % |

|  | 2.23 % |

|  | 2.77 % |

|  | 1.88 % |

|  | 2.45 % |

|  | 0.95 % |

|  | 95.77 % |

|  | 95.17 % |

|  | 4.73 % |

|  | 2.15 % |

|  | 4.42 % |

|  | 2.68 % |

|  | 100.00 % |

|  | 100.00 % |

|  | 13.12 % |

|  | 13.05 % |

|  | 95.17 % |

|  | 100.00 % |

|  | 4.83 % |

|  | 86.73 % |

|  | 87.52 % |

|  | 13.73 % |

|  | 10.19 % |

|  | 3.43 % |

|  | 2.29 % |

|  | 100.00 % |

|  | 100.00 % |

|  | 35.27 % |

|  | 34.07 % |

|  | 100.00 % |

|  | 100.00 % |

|  | 81.15 % |

|  | 81.28 % |

|  | 9.76 % |

|  | 10.28 % |

|  | 9.09 % |

|  | 8.44 % |

|  | 100.00 % |

|  | 100.00 % |

|  | 23.46 % |

|  | 23.89 % |

|  | 100.00 % |

|  | 100.00 % |

|  | 90.53 % |

|  | 89.74 % |

|  | 4.69 % |

|  | 5.18 % |

|  | 4.78 % |

|  | 5.08 % |

|  | 100.00 % |

|  | 100.00 % |

|  | 19.99 % |

|  | 19.14 % |

|  | 100.00 % |

|  | 100.00 % |

|  | 9.56 % |

|  | 88.42 % |

|  | 89.01 % |

|  | 6.66 % |

|  | 4.77 % |

|  | 4.92 % |

|  | 6.22 % |

|  | 100.00 % |

|  | 100.00 % |

|  | 21.83 % |

|  | 21.81 % |

|  | 75.27 % |

|  | 100.00 % |

|  | 24.73 % |

|  | 82.94 % |

|  | 76.76 % |

|  | 9.02 % |

|  | 18.25 % |

|  | 8.04 % |

|  | 4.99 % |

|  | 100.00 % |

|  | 100.00 % |

|  | 25.32 % |

|  | 24.44 % |

|  | 100.00 % |

|  | 100.00 % |

|  | 84.00 % |

|  | 82.70 % |

|  | 5.79 % |

|  | 9.11 % |

|  | 10.21 % |

|  | 8.19 % |

|  | 100.00 % |

|  | 100.00 % |

|  | 12.63 % |

|  | 12.44 % |

|  | 100.00 % |

|  | 100.00 % |

|  | 82.34 % |

|  | 81.08 % |

|  | 5.44 % |

|  | 8.17 % |

|  | 12.22 % |

|  | 10.75 % |

|  | 100.00 % |

|  | 100.00 % |

|  | 12.63 % |

|  | 12.44 % |

|  | 75.44 % |

|  | 71.15 % |

|  | 24.56 % |

|  | 28.85 % |

|  | 89.77 % |

|  | 88.07 % |

|  | 4.09 % |

|  | 5.71 % |

|  | 6.14 % |

|  | 6.22 % |

|  | 100.00 % |

|  | 100.00 % |

|  | 13.15 % |

|  | 13.28 % |

|  | 82.14 % |

|  | 100.00 % |

|  | 17.86 % |

|  | 91.15 % |

|  | 86.08 % |

|  | 3.78 % |

|  | 10.48 % |

|  | 5.07 % |

|  | 3.44 % |

|  | 100.00 % |

|  | 100.00 % |

|  | 8.04 % |

|  | 8.05 % |